# Mykoła Rozdobud´ko
Mykoła Mykołajowycz Rozdobud´ko, ukr. Микола Миколайович Роздобудько, ros. Николай Николаевич Роздобудько, Nikołaj Nikołajewicz Rozdobud´ko (ur. 4 lutego 1969 w Zaporożu) – ukraiński piłkarz, grający na pozycji napastnika, trener piłkarski.

## Kariera piłkarska
W 1986 rozpoczął karierę piłkarską w Metałurhu Zaporoże, skąd został powołany do służby w wojsku. Po zwolnieniu z wojsku powrócił do Metałurha. Rozegrał tylko jeden mecz, dlatego w 1990 przeszedł do Nywy Winnica. Latem 1992 przeniósł się do Chimika Żytomierz. W latach 1993–1994 bronił barw amatorskich zespołów Intehrał Winnica, Birzuła Kotowsk i Podilla Kyrnasiwka, po czym zakończył karierę piłkarza.

## Kariera trenerska
Po zakończeniu kariery piłkarza rozpoczął pracę szkoleniowca. Od 2003 pracował w sztabie szkoleniowym SDJuSzOR-Metałurh Zaporoże. Potem pomagał trenować kluby Metałurh Zaporoże, FK Niżny Nowogród i FK Krasnodar. Od sierpnia do września 2010 prowadził drugi zespół klubu Feniks-Illiczoweć Kalinine. Potem trenował młodzieżowy zespół białoruskiego Dniapra Mohylew. W maju 2011 został mianowany na stanowisko głównego trenera Dynamo-Chmelnyćkyj Chmielnicki, którym kierował do sierpnia 2011. W końcu września 2011 ponownie stał na czele chmielnickiego Dynama. Po porażce 2:6 z Prykarpattia Iwano-Frankiwsk 8 października 2011 opuścił klub z Chmielnickiego.